# I Got Stung
«I Got Stung» — песня Элвиса Пресли. Авторы — Аарон Шрёдер и Дэвид Хилл. Элвис Пресли записал и издал её а 1958 году.
В США в журнале «Билборд» песня «I Got Stung» в исполнении Элвиса Пресли достигла 8 места в чарте Hot 100 (чарт синглов в жанре поп-музыки, главный хит-парад этого журнала).
В Великобритании она проходила с песней «One Night» как двойной сингл «One Night / I Got Stung». Сингл поднялся на 1 место в национальном чарте (UK Singles Chart). В 2005 году сингл «One Night / I Got Stung» был в Британии переиздан и опять взлетел на 1 место в национальном чарте.